# Замок Лімпн

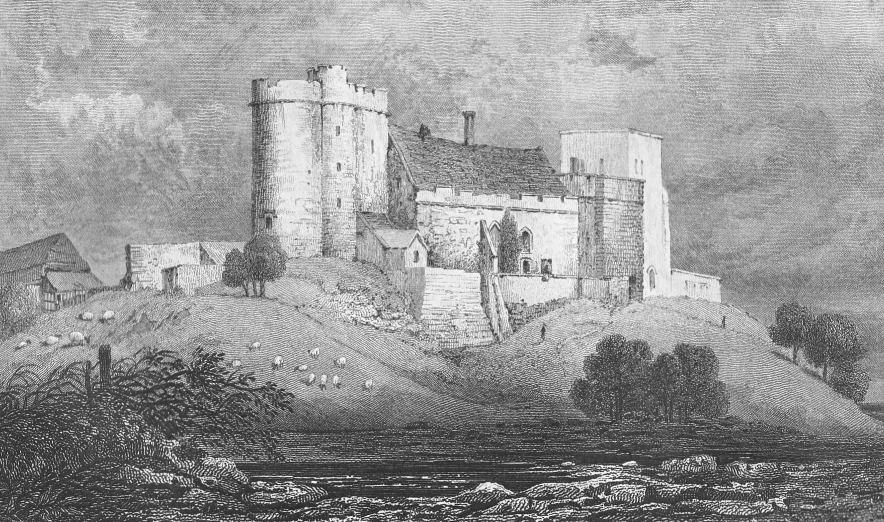
Замок в 1830 році

Замок Лімпн (англ. Lympne Castle) — середньовічний замок, що розташований в селі Лімпн, графство Кент, Англія.

## Історія замку
Місцевість на якій побудований замок мала стратегічне значення з римських часів. Сам замок, частину будівель якого відноситься до XIII століття, став свідком норманського і данського вторгнень.
Належав архієпископам Кентерберійським, зокрема Томасу Бекету.
До XIX століття замок прийшов в занепад, на початку XX століття замок був реконструйований, до нього додали кілька прибудов.
Під час другої світової війни в замку розташовувався спостережний пункт протиповітряної оборони.

## Сучасний стан
В замку, у вересні 1978 року, група Пола Маккартні Wings записала основну частину треків альбому Back to the Egg.
В даний час замок перебуває в приватному володінні, вільний доступ обмежений, однак у ньому проводяться корпоративні заходи й весілля на комерційній основі.